# Sandro Cerino
Alessandro Cerino, meglio conosciuto come Sandro Cerino (Napoli, 30 settembre 1958), è un musicista, compositore e arrangiatore italiano.

## Biografia
Grazie al padre musicista, apprende da piccolo la passione per la musica. Dopo aver conseguito la maturità classica, si dedica allo studio del clarinetto.
Nel 1983, inizia la sua attività di arrangiatore per spettacoli teatrali (Mi rifaccio il trucco di Gino Rivieccio) e per programmi televisivi (Bum Bum all'italiana con Lory Del Santo). Nel 1985, contribuisce alla colonna sonora del film The Crew, di Pino Dosaggio. Successivamente, prende parte ad altre trasmissioni televisive sulle reti RAI e Fininvest (Buona fortuna, Ci vediamo alle 10, D.O.C. : Musica e altro a denominazione d'origine controllata, Napoli prima e dopo, Fantastico, Scherzi a parte, Massimo ascolto, Chi la fa l'aspetti). È anche testimonial dal 1987 di uno spot pubblicitario della Rinazina Spray Nasale.
Verso la fine degli anni ottanta, realizza i primi dischi come compositore e arrangiatore: si fa notare con il gruppo Six Mobiles (giudicato secondo miglior gruppo jazz italiano dalla rivista Musica Jazz nel 1991) ed è animatore del Sandro Cerino Action Quartet (composto anche da Claudio Angeleri, Ares Tavolazzi e Federico Monti). Assieme a Carlo Actis Dato e Stefano Corradi, forma l'Atipico Trio, che riscuote notevole successo di critica all'estero con Where the reeds dare.
Nei primi anni novanta, realizza stabilmente sigle per programmi televisivi (Premio Marrazzo, Cinegrafie, Umbriafiction TV). Sua anche la sigla per Ti va la tivvù, programma che avrebbe dovuto essere presentato da Massimo Troisi, ma che non andò mai in onda per la prematura scomparsa dell'attore napoletano. Dopo alcune collaborazioni, nel 1996 pubblica Dove portano i campi di fianco alle autostrade con un nuovo Action Quartet (assieme a Mario Rusca, Riccardo Fioravanti e Giampiero Prina) e l'album Fasi comunicanti con la giovane cantante Daniela Panetta, nel quale vari classici pop e rock vengono riarrangiati in chiave jazz. L'anno successivo, pubblica un nuovo lavoro con l'Atipico Trio, Gone with the winds, giudicato fra i 100 migliori dischi dell'anno in Francia e apprezzato anche nel resto d'Europa ed in Giappone.
Lungo gli anni novanta e 2000 realizza anche colonne sonore per il cinema e per il teatro. Collabora spesso con Giovanni Venosta, col quale realizza musiche per alcuni film di Silvio Soldini (Un'anima divisa in due, Brucio nel vento, Agata e la tempesta). Scrive le musiche anche per Va' dove ti porta il cuore di Cristina Comencini.

## Discografia
| Anno | Artista                            | Titolo                                         | Etichetta               | Note                                                     |
| ---- | ---------------------------------- | ---------------------------------------------- | ----------------------- | -------------------------------------------------------- |
| 1982 | Quark                              | Quark-1                                        |                         | musicista, arrangiatore                                  |
| 1983 | Giovanni Venosta                   | Olympic signals                                | Raw Material            | musicista                                                |
| 1986 | Giovanni Venosta, Roberto Musci    | Water messages on desert sand                  | ReR                     | musicista                                                |
| 1987 | New Forties Big Band               | New Forties Big Band                           | City Records            | musicista                                                |
| 1987 | Sandro Cerino Action Quartet       | Tom Thumb in the magic castle                  | Splasc(h)               | musicista, compositore                                   |
| 1988 | Giovanni Venosta, Roberto Musci    | Urban & tribal portraits                       | ReR                     | musicista                                                |
| 1988 | Six Mobiles                        | Portrait in six colours                        | Splasc(h)               | musicista, arrangiatore                                  |
| 1988 | Sandro Cerino Action Quartet       | Che fine fanno i personaggi dei sogni          | Splasc(h)               | musicista, compositore                                   |
| 1989 | Dino Betti van der Noot            | Space blossoms                                 | Innowo                  | musicista                                                |
| 1989 | Roberta Gambarini, Antonio Scarano | Hot blend                                      | Splasc(h)               | musicista                                                |
| 1990 | Six Mobiles                        | Items from the old Earth                       | Splasc(h)               | musicista, compositore                                   |
| 1990 | Atipico Trio                       | Where the reeds dare                           | Splasc(h)               | musicista, compositore                                   |
| 1991 | Roberta Gambarini, Antonio Scarano | Apreslude                                      | Splasc(h)               | musicista                                                |
| 1992 | Giovanni Venosta, Roberto Musci    | A noise, a sound                               | ReR                     | musicista                                                |
| 1992 | Riccardo Fassi                     | One for Leonardo                               | Splasc(h)               | musicista                                                |
| 1994 | Enrica Bacchia                     | Ancora                                         | Mingus Live Production  | musicista                                                |
| 1995 | Marco Allevi                       | Monocromie                                     | Mingus Live Production  | musicista                                                |
| 1996 | Sandro Cerino Action Quartet       | Dove portano i campi di fianco alle autostrade | Mingus Live Production  | musicista                                                |
| 1996 | Daniela Panetta                    | Fasi comunicanti                               | Modern Times            | musicista, arrangiatore                                  |
| 1996 | Giovanni Venosta, Roberto Musci    | Loosing the orthodox path                      | Victo                   | musicista                                                |
| 1997 | Atipico trio                       | Gone with the winds                            | Splasc(h)               | musicista                                                |
| 1998 | Vocaland                           | En voyage                                      | Caligola Records        | musicista, arrangiatore                                  |
| 2000 | Sandro Cerino Crescendo Big Band   | Sandro Cerino Vivaldi's four seasons           | Agorà Musica            | musicista, compositore, arrangiatore                     |
| 2000 | Kicka                              | Elle exist?                                    |                         | musicista, arrangiatore                                  |
| 2002 | Giuseppe Emmanuele, Luca Lapenna   | Songbook                                       | Music Center            | musicista                                                |
| 2002 | Gianmario Liuni                    | Altri porti                                    | Splasc(h)               | musicista                                                |
| 2002 | Domenico Lafasciano                | Grief in New York                              | VideoRadio              | musicista                                                |
| 2002 | AA.VV.                             | Il flauto jazz italiano                        |                         | musicista, arrangiatore                                  |
| 2002 | AA.VV.                             | The city jazz club                             |                         | musicista, arrangiatore                                  |
| 2003 | AA.VV.                             | Den of thieves                                 | Eighteenth Street       | musicista                                                |
| 2003 | Quartetto Lo Greco                 | Reflections                                    | Schema                  | musicista                                                |
| 2003 | Sandro Cerino, Marco Iannelli      | TAMATETE                                       |                         | performer                                                |
| 2004 | Sandro Cerino Crescendo Big Band   | I colori delle stagioni                        |                         | musicista, compositore, arrangiatore                     |
| 2005 | AA.VV.                             | Bar Brasilia                                   | La Escondida            | musicista                                                |
| 2005 | Ariele D'Ambrosio                  | Canzone per Nejra                              |                         | compositore, arrangiatore                                |
| 2005 | Gianmario Liuni                    | Un soffio soltanto                             | Advice Music            | musicista                                                |
| 2006 | Cinzia Castiglione                 | Taran'Sax                                      | Imaie                   | compositore, arrangiatore                                |
| 2006 | Sandro Cerino, Daniela Panetta     | Ampio respiro                                  | Splasc(h)               | musicista, compositore, arrangiatore                     |
| 2006 | Dino Betti van der Noot            | Ithaca/Ithaki                                  | Soul Note               | musicista                                                |
| 2006 | Gianmario Liuni                    | Conversation with Africa                       | Advice Music            | musicista                                                |
| 2006 | AA.VV.                             | Dio, la scimmia e il Big Bang                  |                         | musicista, compositore, arrangiatore                     |
| 2006 | Soulstance                         | Lead the way                                   | Ishtar / Schema Records | musicista                                                |
| 2007 | Sandro Cerino                      | Skegge                                         |                         | musicista, compositore, arrangiatore, grafico, fotografo |
| 2007 | Dino Betti van der Noot            | The humming cloud                              | Sam Productions         | musicista                                                |
| 2008 | Gianmario Liuni                    | Il soggetto è il mare                          | Advice Music            | musicista                                                |

## Filmografia

### Cortometraggi

#### Musicista e compositore
- Il compito, regia di Gianni Mattioli (1995)
- La donna della sua vita, regia di Daniela Franco (1997)
- Il provino, regia di Luca Acerno (1998)
- Tutù, regia di Giacomo Mondadori (2003)
- As if Alive, regia di Daniele Rugo (2009)

### Documentari

#### Musicista
- The Olympic Side of London, regia di Daniele Rugo (2012)

#### Compositore
- Lino Sabattini, regia di Gianluca Migliarotti (2010)
- O'mast, regia di Gianluca Migliarotti (2011)
- The Olympic Side of London, regia di Daniele Rugo (2012)
- I colori di Antonio, regia di Gianluca Migliarotti (2013)
- A Knife Life, regia di Gianluca Migliarotti (2015)
- About a War, regia di Daniele Rugo e Abi Weaver (2018)

### Lungometraggi

#### Musicista
- Un'anima divisa in due, regia di Silvio Soldini (1993)
- Va' dove ti porta il cuore, regia di Cristina Comencini (1995)
- Princesa, regia di Henrique Goldman (1997)
- Brucio nel vento, regia di Silvio Soldini (2002)
- Agata e la tempesta, regia di Silvio Soldini (2004)
- Il contrattempo, regia di Mario Garofalo (2008)

#### Compositore
- Agata e la tempesta, regia di Silvio Soldini (2004)
- Il contrattempo, regia di Mario Garofalo (2008)
- Il trono di cristallo, regia di Maurizio Margherito (2009)
- Ainnom, regia di Lorenzo Ceva Valla e Mario Garofalo (2011)
- Quan qiu re lian, regia di Tony Chan e Wing Shya (2011)
- Leonardo Syndrome, regia di Maurizio Margherito (2013)

## Teatro
| Anno | Titolo                                                    | Regista                        | Musiche                            | Note                           |
| ---- | --------------------------------------------------------- | ------------------------------ | ---------------------------------- | ------------------------------ |
| 1988 | Jam-session                                               | O. Castagna                    | C. Angeleri, F. Waller, C. Chaplin | musicista, attore              |
| 1994 | Semaforo verde                                            | Ariele d'Ambrosio              | Sandro Cerino                      | musicista, attore              |
| 1995 | Gelato di lillà                                           | Ariele d'Ambrosio, F. Saponaro | Sandro Cerino                      | musicista, compositore, attore |
| 1996 | Assaxinaction: the strange case of Dr. Saxyll & Mr. Eight | Ariele d'Ambrosio, F. Saponaro | Sandro Cerino                      | musicista, compositore, attore |
| 1996 | Mio capitano                                              | Francesco Silvestri            | Sandro Cerino                      | musicista, compositore, attore |
| 1997 | Il Viaggio                                                | W. Manfrè                      | Sandro Cerino                      | musicista                      |
| 2000 | Trappola mortale                                          | Giuseppe Celentano             | Sandro Cerino                      | compositore                    |
| 2000 | Delitto prefetto                                          | Giuseppe Celentano             | Sandro Cerino                      | compositore                    |
| 2000 | L'ospite inatteso                                         | Giuseppe Celentano             | Sandro Cerino                      | compositore                    |
| 2000 | Trappola per topi                                         | Giuseppe Celentano             | Sandro Cerino                      | compositore                    |
| 2000 | Assassinio sull'Orient Express                            | Giuseppe Celentano             | Sandro Cerino                      | compositore                    |
| 2000 | Il signor Otto                                            | Ariele d'Ambrosio              | Sandro Cerino                      | musicista, compositore         |
| 2001 | Frank&stino                                               | Giuseppe Celentano             | Sandro Cerino                      | compositore                    |
| 2002 | Dr. Jeckyll e Mr. Hyde                                    | Giuseppe Celentano             | Sandro Cerino                      | compositore                    |